# Franz Trautmann
Franz Trautmann (28. marts 1813 i München – 2. november 1887 sammesteds) var en tysk forfatter. 
Han studerede jura, blev retsembedsmand i 
sin fødeby, senere sekretær hos Prins Karl af 
Bayern og udnævntes 1881 til hofråd. Han 
kom til at stå digterkredsen i München meget 
nær. I sine bøger behandler han næsten 
udelukkende historiske emner, ofte i kronikagtig 
form. Trautmann debuterede med »Gedichte« (1830), 
derpå fulgte tragedien »Jugurtha«, dramaet 
»Die Verstoszene« og den lyriske Cyklus »Kaiser 
Maximilian’s Urständ«. Efter 12 års pause 
fandt han så med Romanen »Eppelein von 
Geilingen« (1852) sit egentlige felt. Senere 
udsendte han »Die Abenteuer des Herzogs 
Christoph von Bayern«, »Die Chronika des Herrn 
Petrus Nöckerlein«, Satiren »Leben, Abenteuer 
und Tod des Dr. Theodosius Thaddäus 
Donner«, fortællingerne »Meister Niklas Prugger« 
og »Heitere Münchner Stadtgeschichten«. Trautmann’s 
romaner og fortællinger er fortalt med lune og 
livfuldhed og med evne til at træffe tidens 
særegne farve. Et værdifuldt værk af varig 
betydning er hans »Kunst und Kunstgewerbe 
vom frühesten Mittelalter bis Ende des 18. Jahrhunderts«.